# Obiecaj mi!
Obiecaj mi! (serb. Zavet) – serbsko-francuski film komediowy z 2007 roku w reżyserii Emira Kusturicy. Obraz opowiada historię chłopca Cane, który – opuszczając rodzinną wieś – obiecuje dziadkowi, że powróci z żoną i ikoną świętego Mikołaja.